# 系数
系数（英語：coefficient）在数学中是指在某个表达式中作为某个对象的乘法因数的常数。比如说，9x2中的系数是9。
拥有系数的对象可以各种各样，比如说变量、函数、向量或者矩阵。有的时候系数似乎没有对象，比如说堅尼係數，实际上是因为对应的对象过于生僻而没有列出。在某些情况下，系数会被标上上标或下标，以示区分，如下式中：
{\displaystyle a_{1}x_{1}+a_{2}x_{2}+a_{3}x_{3}+\cdots }
为了与xn协调，an 是一个带有下标的系数，n = 1, 2, 3, ......
在一个关于变量x的多项式P(x)中，xk的系数一般用下标k标记。
{\displaystyle P(x)=a_{k}x^{k}+\cdots +a_{1}x^{1}+a_{0}.}
其中下标最大的不为零的系数称为多项式的首项系数。
数学中的重要系数有二项式定理中的二项式系数。

## 物理中的系数
- 热膨胀系数（热学，无量纲），用来描述該物体的体积，长度或面积随温度变化的程度。
- 分布系数（化学），用来描述在两相混合物或两种溶液中物质的浓度比
- 升力系数（空气动力学），用来描述一定的面积上流体的压强对物体提供的升力。
- 劲度系数（力学），用来描述线性弹簧弹力和轴向变形的比值，
- 恢复系数（力学），两物体碰撞后的分离速度与碰撞前的接近速度成正比值。

## 金融學的系數
- Beta系數（beta coefficient）